# 1 500 mètres féminin aux championnats du monde d'athlétisme 2022
Pour des articles plus généraux, voir Championnats du monde d'athlétisme 2022 et 1 500 mètres aux championnats du monde d'athlétisme.
Navigation
Doha 2019 Budapest 2023
L'épreuve du 1 500 mètres féminin des championnats du monde de 2022 se déroule les 15, 16 et 18 juillet 2022 au sein du stade Hayward Field à Eugene, aux États-Unis.

## Records et performances
Les records du 1 500 m femmes (mondial, des championnats et par continent) étaient avant les championnats 2022 les suivants :
| Record du monde                                                | Genzebe Dibaba  | Éthiopie   | 3 min 50 s 07 | Monaco | 17 juillet 2015   |
| Record des championnats                                        | Sifan Hassan    | Pays-Bas   | 3 min 51 s 95 | Doha   | 5 octobre 2019    |
| Record d'Afrique                                               | Genzebe Dibaba  | Éthiopie   | 3 min 50 s 07 | Monaco | 17 juillet 2015   |
| Record d'Asie                                                  | Qu Yunxia       | Chine      | 3 min 50 s 46 | Pékin  | 11 septembre 1993 |
| Record d'Europe                                                | Sifan Hassan    | Pays-Bas   | 3 min 51 s 95 | Doha   | 5 octobre 2019    |
| Record d'Amérique du Nord, d'Amérique centrale et des Caraïbes | Shelby Houlihan | États-Unis | 3 min 54 s 99 | Doha   | 5 octobre 2019    |
| Record d'Amérique du Sud                                       | Letitia Vriesde | Suriname   | 4 min 05 s 67 | Tokyo  | 31 août 1991      |
| Record d'Océanie                                               | Jessica Hull    | Australie  | 3 min 58 s 81 | Tokyo  | 4 août 2021       |

### Meilleures performances de l'année 2022
Les dix athlètes les plus rapides de l'année sont, avant les championnats, les suivantes.
| 1  | Faith Kipyegon           | Kenya      | 3 min 52 s 59 | Eugene  | 28 mai 2022 |
| 2  | Gudaf Tsegay             | Éthiopie   | 3 min 54 s 21 | Eugene  | 28 mai 2022 |
| 3  | Hirut Meshesha           | Éthiopie   | 3 min 57 s 30 | Rabat   | 5 juin 2022 |
| 4  | Freweyni Hailu           | Éthiopie   | 3 min 58 s 18 | Rabat   | 5 juin 2022 |
| 5  | Gabriela Debues-Stafford | Canada     | 3 min 58 s 62 | Eugene  | 28 mai 2022 |
| 6  | Axumawit Embaye          | Éthiopie   | 3 min 58 s 80 | Rabat   | 5 juin 2022 |
| 7  | Sinclaire Johnson        | États-Unis | 3 min 58 s 85 | Eugene  | 28 mai 2022 |
| 8  | Diribe Welteji           | Éthiopie   | 3 min 59 s 19 | Ostrava | 31 mai 2022 |
| 9  | Jessica Hull             | Australie  | 3 min 59 s 31 | Eugene  | 28 mai 2022 |
| 10 | Elle St. Pierre          | États-Unis | 3 min 59 s 68 | Eugene  | 28 mai 2022 |

## Critères de qualification
Le minima de qualification est fixé à 4 min 4 s 20, la période de qualification est comprise entre le 27 juin 2021 et le 26 juin 2022.

## Résultats

### Finale
| Rang               | Athlète           | Pays        | Temps   | Notes |
| ------------------ | ----------------- | ----------- | ------- | ----- |
| Médaille d'or      | Faith Kipyegon    | Kenya       | 3:52.96 |       |
| Médaille d'argent  | Gudaf Tsegay      | Éthiopie    | 3:54.52 |       |
| Médaille de bronze | Laura Muir        | Royaume-Uni | 3:55.28 | SB    |
| 4                  | Freweyni Hailu    | Éthiopie    | 4:01.28 |       |
| 5                  | Sofia Ennaoui     | Pologne     | 4:01.43 | SB    |
| 6                  | Sinclaire Johnson | États-Unis  | 4:01.63 |       |
| 7                  | Jessica Hull      | Australie   | 4:01.82 |       |
| 8                  | Winnie Nanyondo   | Ouganda     | 4:01.98 |       |
| 9                  | Georgia Griffith  | Australie   | 4:03.26 |       |
| 10                 | Cory Ann McGee    | États-Unis  | 4:03.70 |       |
| 11                 | Marta Pérez       | Espagne     | 4:04.25 |       |
| 12                 | Hirut Meshesha    | Éthiopie    | 4:05.86 |       |
| 13                 | Winny Chebet      | Kenya       | 4:15.13 |       |

### Demi-finales
Les 5 premières de chaque série (Q) et le 2 meilleurs temps (q) se qualifient pour la finale.
| Rang | Série | Athlète                   | Pays        | Temps   | Notes |
| ---- | ----- | ------------------------- | ----------- | ------- | ----- |
| 1    | 1     | Gudaf Tsegay              | Éthiopie    | 4:01.28 | Q     |
| 2    | 1     | Laura Muir                | Royaume-Uni | 4:01.78 | Q, SB |
| 3    | 1     | Jessica Hull              | Australie   | 4:01.81 | Q     |
| 4    | 1     | Freweyni Hailu            | Éthiopie    | 4:02.28 | Q     |
| 5    | 1     | Cory Ann McGee            | États-Unis  | 4:02.74 | Q     |
| 6    | 1     | Winny Chebet              | Kenya       | 4:03.08 | q, SB |
| 7    | 2     | Faith Kipyegon            | Kenya       | 4:03.98 | Q     |
| 8    | 2     | Hirut Meshesha            | Éthiopie    | 4:04.05 | Q     |
| 9    | 1     | Marta Pérez               | Espagne     | 4:04.24 | q, SB |
| 10   | 2     | Sinclaire Johnson         | États-Unis  | 4:04.51 | Q     |
| 11   | 1     | Hanna Klein               | Allemagne   | 4:04.62 |       |
| 12   | 1     | Linden Hall               | Australie   | 4:04.65 |       |
| 13   | 2     | Georgia Griffith          | Australie   | 4:05.16 | Q     |
| 14   | 2     | Sofia Ennaoui             | Pologne     | 4:05.17 | Q     |
| 15   | 2     | Nozomi Tanaka             | Japon       | 4:05.79 |       |
| 16   | 2     | Katharina Trost           | Allemagne   | 4:05.85 |       |
| 17   | 1     | Hanna Hermansson          | Suède       | 4:06.70 |       |
| 18   | 2     | Adelle Tracey             | Jamaïque    | 4:06.96 |       |
| 19   | 1     | Diana Mezuliáníková       | Tchéquie    | 4:07.62 |       |
| 20   | 2     | Katie Snowden             | Royaume-Uni | 4:08.29 |       |
| 21   | 1     | Elinor Purrier St. Pierre | États-Unis  | 4:09.84 |       |
| 22   | 2     | Kristiina Mäki            | Tchéquie    | 4:21.67 |       |
| 23   | 2     | Winnie Nanyondo           | Ouganda     | DNF     | q     |
|      | 2     | Gaia Sabbatini            | Italie      | DQ      |       |

### Séries
Les 6 meilleures athlètes de chaque série (Q) et les 6 meilleurs temps (q) se qualifient pour les demi-finales.
| Rang | Série | Athlète                 | Pays          | Temps   | Notes |
| ---- | ----- | ----------------------- | ------------- | ------- | ----- |
| 1    | 3     | Gudaf Tsegay            | Éthiopie      | 4:02.68 | Q     |
| 2    | 3     | Winny Chebet            | Kenya         | 4:03.12 | Q, SB |
| 3    | 3     | Linden Hall             | Australie     | 4:03.21 | Q     |
| 4    | 3     | Sofia Ennaoui           | Pologne       | 4:03.52 | Q, SB |
| 5    | 3     | Katharina Trost         | Allemagne     | 4:03.53 | Q, PB |
| 6    | 3     | Cory Ann McGee          | États-Unis    | 4:03.61 | Q     |
| 7    | 3     | Winnie Nanyondo         | Ouganda       | 4:03.81 | q     |
| 8    | 2     | Faith Kipyegon          | Kenya         | 4:04.53 | Q     |
| 9    | 2     | Jessica Hull            | Australie     | 4:04.68 | Q     |
| 10   | 2     | Freweyni Hailu          | Éthiopie      | 4:04.85 | Q     |
| 11   | 2     | Elle St. Pierre         | États-Unis    | 4:04.94 | Q     |
| 12   | 2     | Hanna Klein             | Allemagne     | 4:05.13 | Q     |
| 13   | 2     | Adelle Tracey           | Jamaïque      | 4:05.14 | Q     |
| 14   | 2     | Nozomi Tanaka           | Japon         | 4:05.30 | q, SB |
| 15   | 2     | Marta Pérez             | Espagne       | 4:05.92 | q, SB |
| 16   | 2     | Hanna Hermansson        | Suède         | 4:06.30 | q, PB |
| 17   | 3     | Diana Mezuliáníková     | Tchéquie      | 4:06.55 | q, SB |
| 18   | 2     | Katie Snowden           | Royaume-Uni   | 4:06.92 | q     |
| 19   | 1     | Hirut Meshesha          | Éthiopie      | 4:07.05 | Q     |
| 20   | 3     | Edinah Jebitok          | Kenya         | 4:07.12 |       |
| 21   | 2     | Laura Galván            | Mexique       | 4:07.25 |       |
| 22   | 2     | Sintayehu Vissa         | Italie        | 4:07.33 |       |
| 23   | 2     | Natalia Hawthorn        | Canada        | 4:07.37 |       |
| 24   | 1     | Laura Muir              | Royaume-Uni   | 4:07.53 | Q     |
| 25   | 1     | Georgia Griffith        | Australie     | 4:07.65 | Q     |
| 26   | 1     | Sinclaire Johnson       | États-Unis    | 4:07.68 | Q     |
| 27   | 1     | Gaia Sabbatini          | Italie        | 4:07.82 | Q     |
| 28   | 3     | Federica Del Buono      | Italie        | 4:08.42 |       |
| 29   | 1     | Kristiina Mäki          | Tchéquie      | 4:08.43 | Q     |
| 30   | 1     | Marta Pen Freitas       | Portugal      | 4:08.58 |       |
| 31   | 3     | Melissa Courtney-Bryant | Royaume-Uni   | 4:09.07 |       |
| 32   | 1     | Yolanda Ngarambe        | Suède         | 4:09.15 |       |
| 33   | 1     | Judith Kiyeng           | Kenya         | 4:09.30 |       |
| 34   | 1     | Lucia Stafford          | Canada        | 4:09.67 |       |
| 35   | 1     | Elise Vanderelst        | Belgique      | 4:10.45 |       |
| 36   | 1     | Sarah Healy             | Irlande       | 4:11.31 |       |
| 37   | 3     | Nathalie Blomqvist      | Finlande      | 4:11.98 |       |
| 38   | 1     | Şilan Ayyildiz          | Turquie       | 4:12.67 |       |
| 39   | 3     | Alma Delia Cortes       | Mexique       | 4:13.92 |       |
| 40   | 1     | Ran Urabe               | Japon         | 4:14.82 |       |
| 41   | 3     | Gresa Bakraçi           | Kosovo        | 4:22.77 |       |
| 42   | 2     | Anjelina Nadai Lohalith | Soudan du Sud | 4:23.84 | PB    |

## Légende
Records et Performances
- AR : Record continental (area record)
- CR : Record des championnats (championship record)
- MR : Record du meeting (meet record)
- NR : Record national (national record)
- OR : Record olympique (olympic record)
- PR : Record paralympique (paralympic record)
- PB : Record personnel (personal best)
- SB : Meilleure performance personnelle de la saison (season's best)
- WL : Meilleure performance mondiale de l'année (world leader)
- WJR : Record du monde junior (world junior record)
- WR : Record du monde (world record)

Circonstances et Conditions
- DNF : N'a pas terminé (did not finish)
- DNS : N'a pas pris le départ (did not start)
- DQ : Disqualification (disqualification)
- NM : Aucun essai valable enregistré (No Mark)
- Q : Qualifié « directement » au prochain tour (ou à la prochaine compétition), lors d'une compétition majeure, grâce au classement ou à la réalisation des minima (automatic qualifier)
- q : Qualifié au prochain tour (ou à la prochaine compétition), lors d'une compétition majeure, grâce au repêchage ou à la réalisation de l'une des meilleures performances parmi celles des « non qualifiés directement » (grâce au meilleur temps ou à la meilleure distance par exemple) (secondary qualifier)